# Српска православна црква у Санаду
Српска православна црква у Санаду, месту у општини Чока, подигнута је у периоду од 1794. до 1795. године и као заштићено непокретно културно добро има статус споменика културе од великог значаја.

## Историјат
Православна црква у Санаду је посвећена Вазнесењу Господњем, саграђена је крајем 18. века као једнобродна грађевина класицистичких архитектонских обележја. Наос образују четири бачвасто засведена травеја, над припратом је галерија, а у пространој олтарској апсиди, на истоку формиране су дубоке нише проскомидије и ђаконикона.
Иконостас и тронови такође су дрворезбарени у класицистичком духу, где сликарство троспратног иконостаса обимног је иконографског програма и неуједначеног квалитета. Према црквеној документацији, ову целину осликао је 1820. године молер Алексије Теодоровић, међутим стилске аналогије, колористички и цртачки приступ, упућују на сликара Милутина Бедричића, мајстора класицистичког опредељења.